# Списак демонстрација у Београду после 2000.
Демонстрације у Београду после 2000. су грађански протести у Београду, који су одржавани након пада режима Слободана Милошевића 5. октобра 2000.

## Хронологија

### 2001.
- Београдска парада поноса
- Побуна Јединице за специјалне операције

### 2003.
- Протести поводом хапшења Веселина Шљиванчанина

### 2008.
- Протести против једностраног проглашења независности Косова и Метохије
- Косово је Србија
- Протести поводом хапшења Радована Караџића

### 2009.
- Породична шетња у Београду

### 2010.
- Породична шетња у Београду
- Београдска парада поноса 2010.
- Нереди поводом параде поноса 2010.

### 2011.
- Антирежимски протести 2011. у организацији дела српске опозиције (СНС, НС, ПС и ПСС)
- Протести поводом хапшења Ратка Младића

### 2012.
- Протести против Хашких пресуда и примене споразума о граничним прелазима између Србије и Косова и Метохије

### 2013
- Протести против Бриселског споразума

### 2014
- Протести против измена Закона о раду

### 2015
- Протести против пројекта „Београд на води” у организацији иницијативе „Не давимо Београд”

### 2016
- Протести против НСПО споразума са НАТО пактом
- Протести против рушења грађевинских објеката у Савамали

### 2017
- Протест против диктатуре

### 2018
- Протест против повећања цене горива
- Један од пет милиона

### 2019.
- Један од пет милиона
- Зауставимо велеиздају, Косово је Србија

### 2020.
- Један од пет милиона
- Протести у Србији 2020—2022.

### 2021.
- Еколошки протести у Србији 2021—2022.
- Протести у Србији 2020—2022.

### 2022.
- Еколошки протести у Србији 2021—2022.
- Протести у Србији 2020—2022.

### 2023.
- Србија против насиља

### 2024.
- Еколошки протести 2024.
- Протести против корупције 2024-2025.

### 2025.
- Протести против корупције 2024-2025.